# Минино (Раменский район)
Ми́нино — деревня в Раменском муниципальном районе Московской области. Входит в состав сельского поселения Гжельское. Население — 257 чел. (2010).

## Название
Название связано с календарным личным именем Мина.

## География
Деревня Минино расположена в северо-восточной части Раменского района, примерно в 11 км к северо-востоку от города Раменское. Высота над уровнем моря 142 м. Рядом с деревней протекает река Гжелка. В деревне 6 улиц. Ближайший населённый пункт — деревня Кошерово.

## История
В 1926 году деревня являлась центром Мининского сельсовета Гжельской волости Бронницкого уезда Московской губернии.
С 1929 года — населённый пункт в составе Раменского района Московского округа Московской области.
В 1941-м году тут располагался штаб 160-й стрелковой дивизии.
До муниципальной реформы 2006 года деревня входила в состав Гжельского сельского округа Раменского района.

## Население
| 1926 | 2002 | 2010 |
| ---- | ---- | ---- |
| 660  | ↘286 | ↘257 |

В 1926 году в деревне проживало 660 человек (332 мужчины, 328 женщин), насчитывалось 128 хозяйств, из которых 126 было крестьянских. По переписи 2002 года — 286 человек (122 мужчины, 164 женщины).